# Libotov
Libotov (en allemand : Liebthal) est une commune du district de Trutnov, dans la région de Hradec Králové, en République tchèque. Sa population s'élevait à 178 habitants en 2020.

## Géographie
Libotov se trouve à 4 km au sud du centre de Dvůr Králové nad Labem, à 20 km au sud-sud-ouest de Trutnov, à 22 km au nord de Hradec Králové et à 105 km à l'est-nord-est de Prague.
La commune est limitée par Dvůr Králové nad Labem au nord et au nord-est, par Hřibojedy à l'est, par Dubenec au sud et au sud-ouest, et par Doubravice à l'ouest.

## Histoire
La première mention écrite de la localité date de 1289.